# رنو پریماکارت

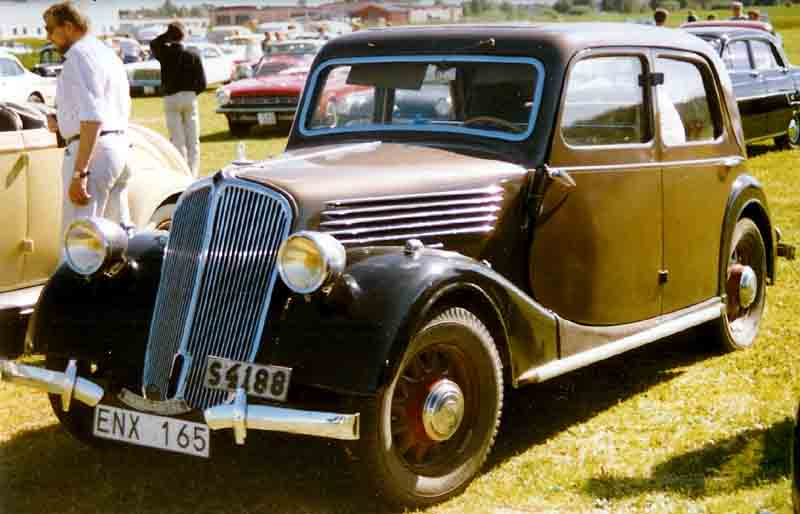

رنو پریماکارت (Renault Primaquatre) خودرویی است که در سال‌های ۱۹۳۱ تا ۱۹۴۱توسط رنوتولید شده‌است. طراحی آن خودروهای موتور جلو-محور عقب بوده است. سیستم جعبه‌دندهٔ آن ۳ دنده به صورت دستی است.